# Park-šuma Susedgrad
Park-šuma Susedgrad, park-šuma u Hrvatskoj i jedna od 17 park-šuma na prostoru Grada Zagreba. Prostire se u Susedgradu. Površine je 10,5 hektara.
Reljef ove šume obilježavaju strme padine koje se na zapadnoj strani obrušavaju prema koritu rijeke Save. Taj je dio park-šume Susedgrad aktivno klizište. U ostatku kompleksa reljef je blažega nagiba koji u središnjem dijelu prelazi u zaravan. Pripada mjesnom odboru Podsused u gradskoj četvrti Podsused – Vrapče.
Godine 1997. prosječna je drvna zaliha bila 215,50 prostornih metara. Prosječni godišnji tečajni prirast je 5,59 prostornih metara po hektaru. U omjeru smjese nalaze se hrast kitnjak, jasen, lipe, smreka i druge vrste drveća. Sastojina je ispresjecana mnogobrojnim stazama. Stanje 1997. bilo je da je nužno obaviti obnovu prirodnim ili umjetnim putem prvenstveno hrastom kitnjakom. Nužna je prethodna priprema staništa. Njegu obaviti proredom u korist klimatogene vrste šume hrasta kitnjaka. Zakorovljene površine posaditi sadnicama običnog bora uz pripremu tla. Državnih šuma u Park-šumi Susedgradu je 3,65 ha, privatnih 3,95 ha, ostalih površina 2,9 ha.